# Wishful Thinking (China Crisis)
Wishful Thinking è un singolo del gruppo musicale britannico China Crisis, pubblicato il 6 gennaio 1984 dall'etichetta discografica Virgin come terzo estratto dal loro secondo album in studio Working with Fire and Steel - Possible Pop Songs Volume Two.

## Descrizione
Il brano è stato scritto dai due componenti del gruppo Eddie Lundon e Gary Daly ed è stato interpretato da Lundon, al contrario della maggior parte dei brani del gruppo solitamente cantanti da Daly. È stato pubblicato come 45 giri o 33 giri in diverse edizioni, comprendenti i brani This Occupation o Some People I Know to Lead Fantastic Lives come lati B.
Gli autori hanno affermato di essersi ispirati alle sonorità country e western del brano Here He Comes di Brian Eno, presente nell'album Before and After Science.

## Accoglienza
Si tratta del brano di maggior successo del gruppo nel Regno Unito, l'unico ad aver raggiunto la top ten della classifica di vendite raggiungendo il nono posto. Ha ottenuto un buon riscontro anche in diversi paesi europei.
Il pezzo è stato descritto da Marco Bercella di Onda Rock come un "sublime acquerello romantico che si gioca fra la voce di Lundon (che nell'occasione ruba la scena a Daly nella veste di lead vocalist) e un'innocente melodia d'oboe che dà l'esatto metro delle eccellenti qualità compositive delle due teste pensanti dell'ensemble. [...]  l'umore primaveril-crepuscolare della canzone, ben suffragata da un video che immortala i melanconici paesaggi della campagna inglese, vanno paradossalmente nella direzione opposta all'impostazione socialmente impegnata che il gruppo avrebbe voluto imporre.". Viene inoltre definito come un pezzo indie pop ante litteram insieme ad altri brani presenti dello stesso album. È stato inoltre giudicato qualitativamente superiore rispetto agli altri brani che affollavano le classifiche in quel periodo, venendo apprezzato specialmente per le sonorità malinconiche e l'utilizzo dell'oboe.

## Tracce
7" Single (Virgin VS 647 [uk])
- Lato A

1. Wishful Thinking – 4:38 (Eddie Ludon e Gary Daly)

- Lato B

1. This Occupation – 2:41 (Eddie Ludon e Gary Daly)

12" (Maxi Virgin VS 647-12 [uk])
- Lato A

1. Wishful Thinking – 4:38 (Eddie Ludon e Gary Daly)
2. Some People I Know To Lead Fantastic Lives – 3:43 (Eddie Ludon e Gary Daly, Dave Reilly)

- Lato B

1. Some People I Know To Lead Fantastic Lives (Long Version) – 6:07 (Eddie Ludon e Gary Daly, Dave Reilly)
2. This Occupation (Extended Mix) – 4:00 (Eddie Ludon e Gary Daly)

## Classifiche
| Classifica (1984) | Posizione raggiunta |
| ----------------- | ------------------- |
| Regno Unito (OCC) | 9                   |
| Irlanda           | 6                   |
| Belgio (Fiandre)  | 10                  |
| Paesi Bassi       | 16                  |
| Germania          | 16                  |